# Clerke (månkrater)
För andra betydelser, se Clerke.
Clerke är en nedslagskrater på månen. Clerke har fått sitt namn efter den brittiska astronomen Agnes Mary Clerke.